# Temporada da Stock Car Brasil de 2007
O Campeonato da Stock Car Brasil de 2007 foi a 29ª edição promovida pela C.B.A. da principal categoria do automobilismo brasileiro. O campeão foi Cacá Bueno.

## Equipes e pilotos
| Equipe                    | Carro             | No. | Piloto              | Corridas        |
| ------------------------- | ----------------- | --- | ------------------- | --------------- |
| Eurofarma RC              | Mitsubishi Lancer | 0   | Cacá Bueno          | Todas           |
| Eurofarma RC              | Mitsubishi Lancer | 15  | Antônio Jorge Neto  | Todas           |
| RS Competições            | Volkswagen Bora   | 1   | Antonio Pizzonia    | 5–12            |
| RS Competições            | Volkswagen Bora   | 25  | Renato Jader David  | 5-8             |
| RS Competições            | Volkswagen Bora   | 30  | Cláudio Ricci       | 9–12            |
| RS Competições            | Volkswagen Bora   | 35  | David Muffato       | 1–2             |
| RS Competições            | Volkswagen Bora   | 47  | Geraldo Rola        | 1–2             |
| M4T Motorsport            | Chevrolet Astra   | 2   | Paulo Salustiano    | Todas           |
| M4T Motorsport            | Chevrolet Astra   | 34  | Matheus Greipel     | 5–12            |
| Full Time Sports          | Peugeot 307       | 3   | Chico Serra         | Todas           |
| Full Time Sports          | Peugeot 307       | 47  | Daniel Landi        | Todas           |
| Hot Car Competições       | Chevrolet Astra   | 4   | Fábio Carreira      | Todas           |
| Hot Car Competições       | Chevrolet Astra   | 74  | Popó Bueno          | Todas           |
| Carlos Alves Competições  | Volkswagen Bora   | 5   | Gualter Salles      | 9–11            |
| Carlos Alves Competições  | Volkswagen Bora   | 8   | Carlos Alves        | Todas           |
| Carlos Alves Competições  | Volkswagen Bora   | 55  | Nelson Silva Júnior | 12              |
| Scuderia 111              | Chevrolet Astra   | 5   | Gualter Salles      | 1–6             |
| Scuderia 111              | Chevrolet Astra   | 46  | Rafael Daniel       | 7–8             |
| Scuderia 111              | Chevrolet Astra   | 65  | Felipe Gama         | 1–5, 7–8        |
| Boettger Competições      | Chevrolet Astra   | 6   | Alceu Feldmann      | Todas           |
| Boettger Competições      | Chevrolet Astra   | 18  | Allam Khodair       | Todas           |
| Cimed/Action Power        | Volkswagen Bora   | 7   | Thiago Marques      | Todas           |
| Cimed/Action Power        | Volkswagen Bora   | 14  | Luciano Burti       | Todas           |
| Texaco Vogel              | Chevrolet Astra   | 9   | Giuliano Losacco    | Todas           |
| Texaco Vogel              | Chevrolet Astra   | 21  | Thiago Camilo       | Todas           |
| Katalogo Racing           | Mitsubishi Lancer | 10  | Ruben Carrapatoso   | Todas           |
| Katalogo Racing           | Mitsubishi Lancer | 24  | Allan Hellmeister   | Todas           |
| Officer Motorsport        | Mitsubishi Lancer | 11  | Nonô Figueiredo     | Todas           |
| Officer Motorsport        | Mitsubishi Lancer | 23  | Duda Pamplona       | Todas           |
| Red Bull Racing           | Volkswagen Bora   | 12  | Hoover Orsi         | Todas           |
| Red Bull Racing           | Volkswagen Bora   | 29  | Daniel Serra        | Todas           |
| Biosintetica/Action Power | Volkswagen Bora   | 16  | Enrique Bernoldi    | Todas           |
| Biosintetica/Action Power | Volkswagen Bora   | 19  | Rodrigo Sperafico   | Todas           |
| AMG Motorsport            | Mitsubishi Lancer | 17  | Ingo Hoffmann       | Todas           |
| AMG Motorsport            | Mitsubishi Lancer | 63  | Lico Kaesemodel     | Todas           |
| Vivanz-WA Mattheis        | Peugeot 307       | 20  | Ricardo Sperafico   | Todas           |
| Vivanz-WA Mattheis        | Peugeot 307       | 27  | Guto Negrão         | Todas           |
| PowerTech                 | Chevrolet Astra   | 25  | Renato Jader David  | 9               |
| PowerTech                 | Chevrolet Astra   | 26  | Wellington Justino  | 1–3             |
| PowerTech                 | Chevrolet Astra   | 40  | Diogo Pachenki      | 6–12            |
| PowerTech                 | Chevrolet Astra   | 41  | Hybernon Cysne      | 1–4, 6–8, 10–12 |
| Sama-GomeSports           | Volkswagen Bora   | 22  | Paulo Gomes         | 7               |
| Sama-GomeSports           | Volkswagen Bora   | 25  | Renato Jader David  | 4               |
| Sama-GomeSports           | Volkswagen Bora   | 55  | Ângelo Serafim      | 8–9             |
| Sama-GomeSports           | Volkswagen Bora   | 27  | Matheus Greipel     | 1–4             |
| Sama-GomeSports           | Volkswagen Bora   | 51  | Átila Abreu         | 6–8             |
| Sama-GomeSports           | Volkswagen Bora   | 72  | Júlio Campos        | 1–3, 5          |
| RC3 Bassani               | Peugeot 307       | 25  | Renato Jader David  | 1–3             |
| RC3 Bassani               | Peugeot 307       | 35  | David Muffato       | 3–12            |
| RC3 Bassani               | Peugeot 307       | 50  | Thiago Medeiros     | 4–12            |
| RC3 Bassani               | Peugeot 307       | 64  | Nelson Merlo        | 1–2             |
| Nascar Motorsport         | Mitsubishi Lancer | 28  | Juliano Moro        | Todas           |
| Nascar Motorsport         | Mitsubishi Lancer | 38  | Christian Conde     | Todas           |
| RCM Motorsport            | Mitsubishi Lancer | 31  | William Starostik   | Todas           |
| RCM Motorsport            | Mitsubishi Lancer | 49  | Galid Osman         | 12              |
| RCM Motorsport            | Mitsubishi Lancer | 72  | Júlio Campos        | 10              |
| RCM Motorsport            | Mitsubishi Lancer | 91  | Aldo Piedade Júnior | 7–9             |
| Terra Avallone            | Mitsubishi Lancer | 33  | Felipe Maluhy       | Todas           |
| Terra Avallone            | Mitsubishi Lancer | 70  | Tarso Marques       | Todas           |
| Tatu Motorsport           | Mitsubishi Lancer | 36  | José Cordova        | 1–4, 6–8        |
| Tatu Motorsport           | Mitsubishi Lancer | 37  | Alan Chanoski       | 1–5, 7          |
| Tatu Motorsport           | Mitsubishi Lancer | 88  | Beto Giorgi         | 11–12           |
| L&M Racing                | Peugeot 307       | 42  | Ricardo Zonta       | Todas           |
| L&M Racing                | Peugeot 307       | 43  | Pedro Gomes         | Todas           |
| WB Motosport              | Volkswagen Bora   | 48  | Danilo Dirani       | 4               |
| WB Motosport              | Volkswagen Bora   | 50  | Thiago Medeiros     | 1–3             |
| JF Racing                 | Peugeot 307       | 77  | Valdeno Brito       | Todas           |
| JF Racing                 | Peugeot 307       | 87  | Ruben Fontes        | Todas           |
| Medley-A.Mattheis         | Chevrolet Astra   | 80  | Marcos Gomes        | Todas           |
| Medley-A.Mattheis         | Chevrolet Astra   | 90  | Ricardo Maurício    | Todas           |

## Calendário
| Prova       | Data           | Etapa              | Local             | Pole position      | Volta mais rápida | Vencedor           | Resumo   |
| ----------- | -------------- | ------------------ | ----------------- | ------------------ | ----------------- | ------------------ | -------- |
| 1           | 22 de abril    | São Paulo          | São Paulo         | Daniel Serra       | Daniel Serra      | Ricardo Maurício   | Detalhes |
| 2           | 6 de maio      | Paraná             | Curitiba          | Rodrigo Sperafico  | Cacá Bueno        | Rodrigo Sperafico  | Detalhes |
| 3           | 3 de junho     | Mato Grosso do Sul | Campo Grande      | Tarso Marques      | Thiago Camilo     | Tarso Marques      | Detalhes |
| 4           | 17 de junho    | São Paulo          | São Paulo         | Antonio Jorge Neto | Thiago Camilo     | Antonio Jorge Neto | Detalhes |
| 5           | 29 de julho    | Paraná             | Londrina          | Thiago Camilo      | Thiago Camilo     | Thiago Camilo      | Detalhes |
| 6           | 19 de agosto   | Rio Grande do Sul  | Santa Cruz do Sul | Rodrigo Sperafico  | Nonô Figueiredo   | Cacá Bueno         | Detalhes |
| 7           | 8 de setembro  | Paraná             | Curitiba          | Pedro Gomes        | Pedro Gomes       | Cacá Bueno         | Detalhes |
| 8           | 23 de setembro | Distrito Federal   | Brasília          | Valdeno Brito      | Ricardo Zonta     | Hoover Orsi        | Detalhes |
| Super Final |                |                    |                   |                    |                   |                    |          |
| 9           | 14 de outubro  | Buenos Aires       | Buenos Aires      | Ricardo Sperafico  | Valdeno Brito     | Cacá Bueno         | Detalhes |
| 10          | 28 de outubro  | Rio Grande do Sul  | Viamão            | Rodrigo Sperafico  | Pedro Gomes       | Rodrigo Sperafico  | Detalhes |
| 11          | 18 de novembro | Rio de Janeiro     | Rio de Janeiro    | Ricardo Sperafico  | Duda Pamplona     | Duda Pamplona      | Detalhes |
| 12          | 9 de dezembro  | São Paulo          | São Paulo         | Thiago Camilo      | Popó Bueno        | Marcos Gomes       | Detalhes |

## Resultados

### Pilotos
Informações Adicionais
- Corridas marcadas com azul-claro foram realizadas debaixo de chuva.
- Sistema de pontuação: 25 pontos para o 1º colocado, 20 para o 2º colocado, 16 para o 3º colocado, 14 para o 4º colocado, 12 para o 5º colocado, 10 para o 6º colocado e menos 1 ponto até o 15º colocado. O piloto deve terminar a prova para a computação dos pontos
- Os três primeiros colocados no grid de largarda recebem pontos: pole position recebe três, o segundo recebe dois, e o terceiro recebe um ponto.
- Os dez primeiros da fase qualificatória se classificam para os play-offs que decide o campeão da temporada.

| Pos | Piloto            | Carro             | Fase qualificatória | Fase qualificatória | Fase qualificatória | Fase qualificatória | Fase qualificatória | Fase qualificatória | Fase qualificatória | Fase qualificatória | Fase qualificatória | Play-offs | Play-offs | Play-offs | Play-offs | Play-offs | Total |
| Pos | Piloto            | Carro             | SP                  | PR                  | MS                  | SP                  | PR                  | RS                  | PR                  | DF                  | Sub total           | Play-off  | AR        | RS        | RJ        | SP        | Total |
| --- | ----------------- | ----------------- | ------------------- | ------------------- | ------------------- | ------------------- | ------------------- | ------------------- | ------------------- | ------------------- | ------------------- | --------- | --------- | --------- | --------- | --------- | ----- |
| 1   | Cacá Bueno        | Mitsubishi Lancer | 7                   | Ret                 | 4                   | 2                   | 4                   | 1                   | 1                   | 26                  |                     |           | 1         | 2         | 10        | 29        | 278   |
| 2   | Rodrigo Sperafico | Volkswagen Bora   | 10                  | 1                   | 18                  | 10                  | 11                  | Ret                 | 15                  | 30                  |                     |           | 6         | 1         | 2         | 4         | 265   |
| 3   | Thiago Camilo     | Chevrolet Astra   | 23                  | 2                   | 2                   | 5                   | 1                   | Ret                 | Ret                 | 8                   |                     |           | 2         | 6         | Ret       | Ret       | 247   |
| 4   | Marcos Gomes      | Chevrolet Astra   | Ret                 | Ret                 | 3                   | 3                   | 31                  | 7                   | 3                   | 11                  |                     |           | 14        | 17        | 16        | 1         | 240   |
| 5   | Felipe Maluhy     | Mitsubishi Lancer | 2                   | 11                  | 27                  | 7                   |                     |                     |                     |                     |                     |           |           |           |           | 10        | 240   |
| 6   | Ingo Hoffmann     | Mitsubishi Lancer | 5                   | 12                  | 5                   | 4                   | 7                   | Ret                 | 13                  | 2                   |                     |           | 11        | 13        | 5         | 11        | 239   |
| 7   | Valdeno Brito     | Peugeot 307       | 24                  | 20                  | Ret                 | 12                  | 2                   | 4                   | 4                   | 29                  |                     |           | 15        | Ret       | 11        | 2         | 237   |
| 8   | Daniel Serra      | Volkswagen Bora   | 3                   | 5                   | 7                   | Ret                 |                     |                     |                     |                     |                     |           |           |           |           | 9         | 223   |
| 9   | Ricardo Maurício  | Chevrolet Astra   | 1                   | Ret                 | 6                   | 6                   | 3                   | 5                   | 2                   | Ret                 |                     |           | Ret       | 16        | Ret       | Ret       | 221   |
| 10  | Hoover Orsi       | Volkswagen Bora   | 4                   | 19                  | 23                  | 9                   | 28                  |                     | 24                  | 1                   |                     |           | 18        | 14        | 8         | Ret       | 219   |
| Pos | Piloto            | Carro             | SP                  | PR                  | MS                  | SP                  | PR                  | RS                  | PR                  | DF                  | Sub total           | Play-off  | AR        | RS        | RJ        | SP        | Total |
| Pos | Piloto            | Carro             | Fase qualificatória | Fase qualificatória | Fase qualificatória | Fase qualificatória | Fase qualificatória | Fase qualificatória | Fase qualificatória | Fase qualificatória | Fase qualificatória | Play-offs | Play-offs | Play-offs | Play-offs | Play-offs | Total |

| Cor      | Resultado            |
| -------- | -------------------- |
| Ouro     | Vencedor             |
| Prata    | 2º lugar             |
| Bronze   | 3º lugar             |
| Verde    | Terminou, nos pontos |
| Azul     | Terminou, sem pontos |
| Púrpura  | Retirou-se (Ret)     |
| Vermelho | Não qualificado (NQ) |
| Preto    | Desqualificado (DSQ) |
| Branco   | Não largou (NL)      |
| Sem cor  | Não participou (NP)  |
| Sem cor  | Lesionado (Les)      |
| Sem cor  | Excluído (EX)        |

|  |                       |
|  | Disputam os play-offs |

† = Não terminou a etapa, mas foi classificado porque completou 90% da corrida.

## Links
- Site oficial da Stock Car Brasil (em português)